# George Fortune
George Fortune (* 13. Dezember 1931 in Boston; † 22. September 2019 in Berlin) war ein US-amerikanischer Opernsänger (Bariton).

## Karriere
Fortune studierte Philosophie und Sprachen in seiner Heimatstadt und an der Georgetown University in Washington, D.C. Seine Ausbildung zum Opernsänger erhielt er bei Todd Duncan. Fortunes Karriere in Europa begann mit dem Ersten Preis für Gesang beim Internationalen Wettbewerb der ARD in München.
Anschließend absolvierte er sein Debüt an der Wiener Staatsoper, ging dann aber nach Zwischenstationen in Ulm – wo er als Fluth in Otto Nicolais Lustigen Weibern von Windsor debütierte – und Augsburg im Jahr 1965 an die Deutsche Oper Berlin. Als dortiges Ensemblemitglied feierte George Fortune seine größten Erfolge primär im italienischen Fach, etwa als Scarpia und Jago. Sein Debüt an der Metropolitan Opera New York gab er 1985 als Tonio in Pagliacci, interpretierte dort aber auch Amonasro, Scarpia und Jack Rance in Giacomo Puccinis La fanciulla del West (neben Plácido Domingo). In Berlin und Wien sang er neben Domingo in Tosca, Otello, La Gioconda und La fanciulla del West, neben Luciano Pavarotti in La Bohème.

## Schallplatten und CDs
- Jules Massenet: Thérèse
- Franz Liszt: Christus
- Gaspare Spontini: Olimpie
- Ermanno Wolf-Ferrari: La vita nuova (Kantate)

## Auszeichnungen
- Erster Preis für Gesang beim Internationalen Wettbewerb der ARD
- 1995 „Berliner Kammersänger“